# Picumnus temminckii
Picumnus temminckii là một loài chim trong họ Picidae.
Nó được tìm thấy ở Argentina, Brazil và Paraguay. Các môi trường sống tự nhiên của nó là rừng vùng đất thấp ẩm nhiệt đới hoặc cận nhiệt đới, cây bụi khô nhiệt đới hoặc cận nhiệt đới, và rừng cũ đây suy thoái nặng nề.

## Mô tả
Cá thể trưởng thành có chiều dài từ 9 đến 10 cm (3,5 và 3,9 inch). Chỏm đầu chủ yếu có màu đen và các đốm nhỏ; Chim trống có viền trán màu đỏ đốm hoặc rắn màu đỏ trong khi chim mái thì không. Gáy và hai bên cổ tạo thành vòng cổ màu bạc hà. Phần trên của cơ thể có màu nâu và lông bay là sôcôla. Phần đuôi phần lớn là màu đen, nhưng phần bên trong của hai lông ở giữa có màu trắng, và các sợi bên trong của bốn lông bên ngoài gần như là chóp. Cằm và cổ họng có màu trắng với những vết xước nhỏ, và phần dưới có màu trắng hoặc kem nặng nề với màu đen, đặc biệt là ở vùng bụng dưới. Iris là màu nâu, mỏ là màu đen và hơi cong và chân màu xám.

## Phân bố và môi trường sống

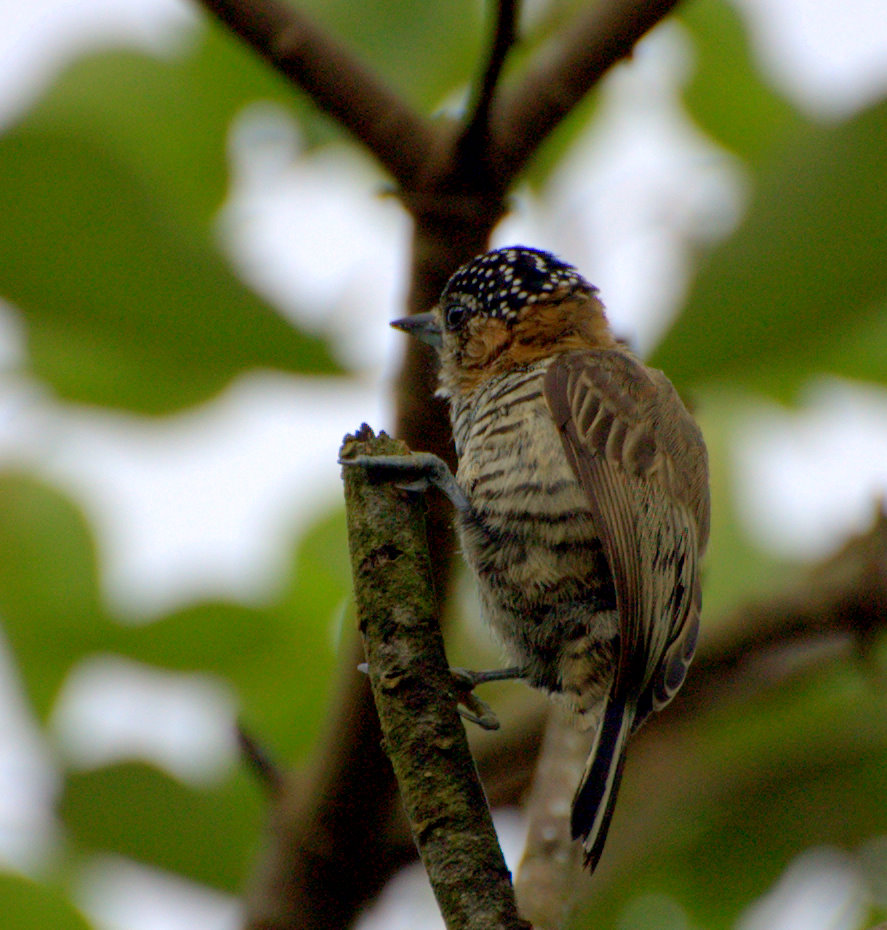
Chim mái

Loài chim này là loài bản địa Nam Mỹ, phạm vi phân bố trải dài từ đông nam Brazil và đông Paraguay sang đông bắc Argentina. Đây là loài thường trú và tĩnh tại ở độ cao lên đến 800 m). Môi trường sống của loài này chủ yếu là rừng nhiệt đới thấp với tre nứa, cây nho và sự tăng trưởng rải rác, nhưng nó cũng được tìm thấy trong sự tăng trưởng thứ cấp, cây bụi, cây cọ cao, công viên và vườn. Loài này lai tạo với loài picumnus cirratus, nơi các phạm vi của chúng chồng lấn nhau.

## Sinh thái
Loài chim này di chuyển qua các bụi cây, bao gồm cả những vụ chen giữa cây nho, những cành mảnh mai và những cây non. Chế độ ăn của chúng gồm có kiến, ấu trùng bọ cánh cứng và động vật không xương sống nhỏ khác. Thói quen sinh sản của loài này đã được nghiên cứu ít nhưng nó tổ trong một cái lỗ trên cây; Một tổ ở bang São Paulo ở Brasil là 2,5 m (8 ft) so với mặt đất và một con đực được nhìn thấy tham dự vào tháng 10.

## Tình trạng
Loài chim này có một phạm vi rất rộng và được mô tả như là một loài chim khá phổ biến. Dân số vẫn chưa được định lượng nhưng loài này không có mối đe doạ nào đặc biệt và xu hướng dân số dường như ổn định, vì vậy Liên minh Bảo tồn Thiên nhiên Quốc tế đã đánh giá tình trạng bảo tồn loài này là loài ít quan tâm.